# Majthényi László (főispán)
Kesselőkeői báró Majthényi László (1820. december 22. – Lukanénye, 1908. október 7.) főispán, a főrendiház tagja.

## Életútja
Majthényi Antal báró főispán és Ambrózy Johanna fia. Korán vett részt a közügyekben és az 1840-es évek küzdelmei alatt az ókonzervatív párthoz szított, amelynek elveit vallotta a szabadságharc alatt is. 1848-ig Hont megye alispánja volt. Az alkotmányos élet újjáébredésével már mint honti főispán jelent meg a főrendiházban és egyik vezérszónoka volt a felirati pártnak; rövid időre visszavonulván, 1867. április 3-án kineveztetett Hont megye főispánjává s így a legrégibb alkotmányos főispánok közé tartozott. Megyéjén kívül átmenetileg vezette Nyitra megye ügyeit is; a főrendiházban mindig előkelő szerepet vitt és főleg közigazgatási kérdésekben szólalt fel. A honti ellenzék évtizedekig hevesen küzdött ellene. Tisza Kálmán leköszönvén, ő is csakhamar felmentését kérte.
1879-ben Frideczky Timót Nyitra vármegye főispánja lemondott, helyére pedig ő került.
Országgyűlési beszédei a Naplókban vannak.

## Elismerései
- 1852-től kamarás
- 1872-től valóságos belső titkos tanácsos
- 1882 Szent István-rend középkeresztje

## Műve
- Emlékbeszéd Deák Ferencz arczképének Hontmegye termében történt leleplezése alkalmából Ipolyságon 1876. nov. 16. Bpest, 1876